# Sabaria pyrotoca
Sabaria pyrotoca là một loài bướm đêm trong họ Geometridae.